# Alpen-Steinquendel
Der Alpen-Steinquendel (Acinos alpinus), auch Stein-Bergminze genannt, ist eine Pflanzenart aus der Gattung Steinquendel (Acinos) innerhalb der Familie der Lippenblütler (Lamiaceae).

## Beschreibung

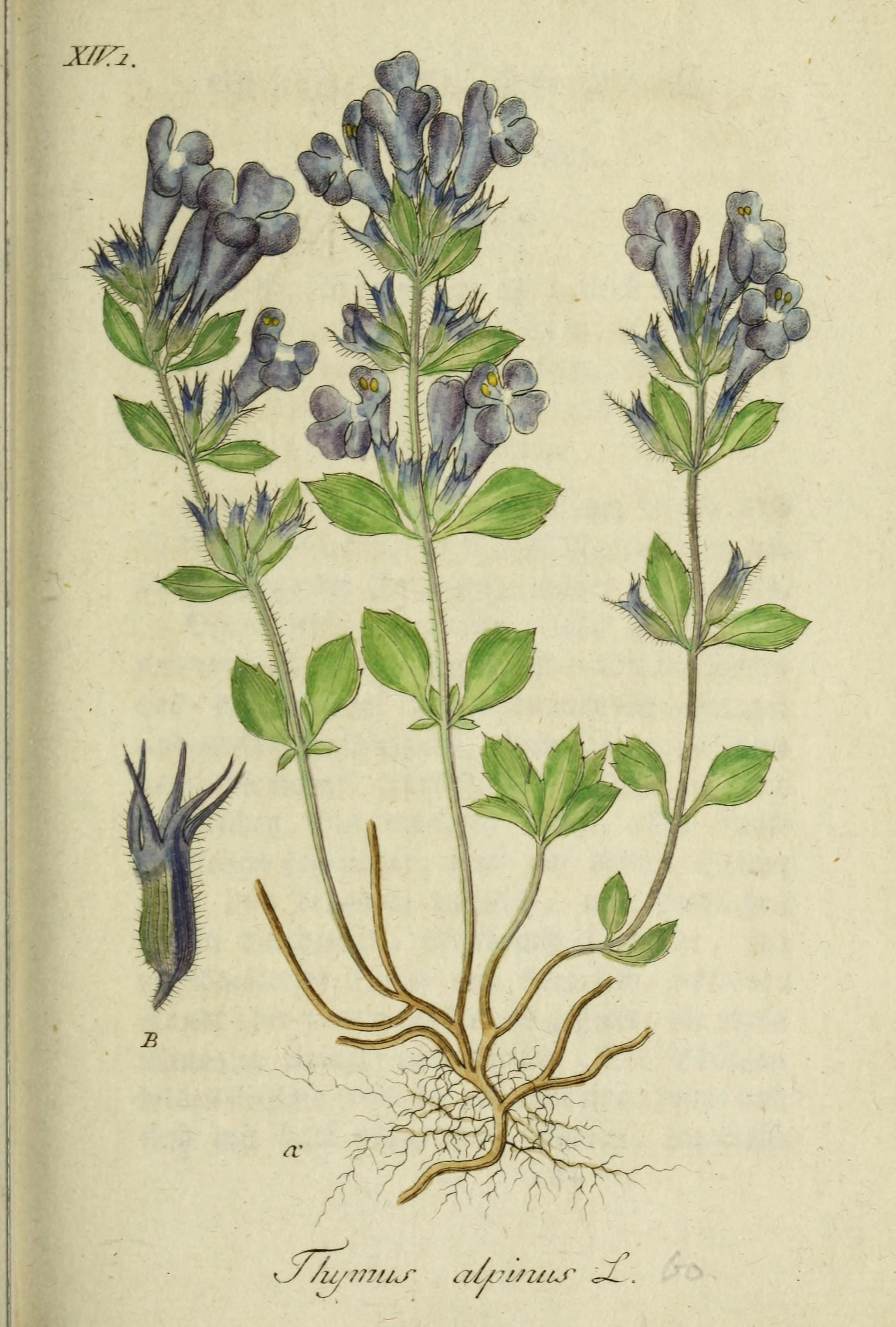
Illustration aus Deutschlands Flora in Abbildungen nach der Natur

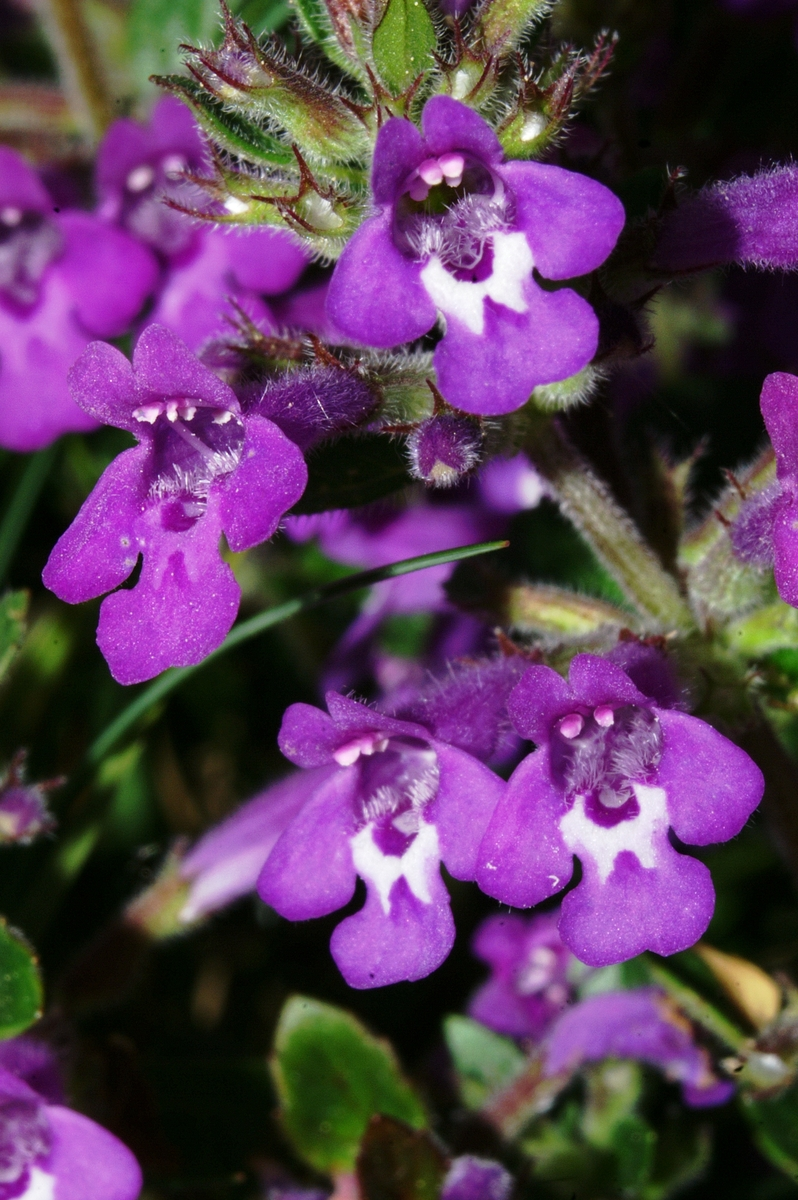
Ausschnitt eines Blütenstandes mit zygomorphen Blüten im Detail

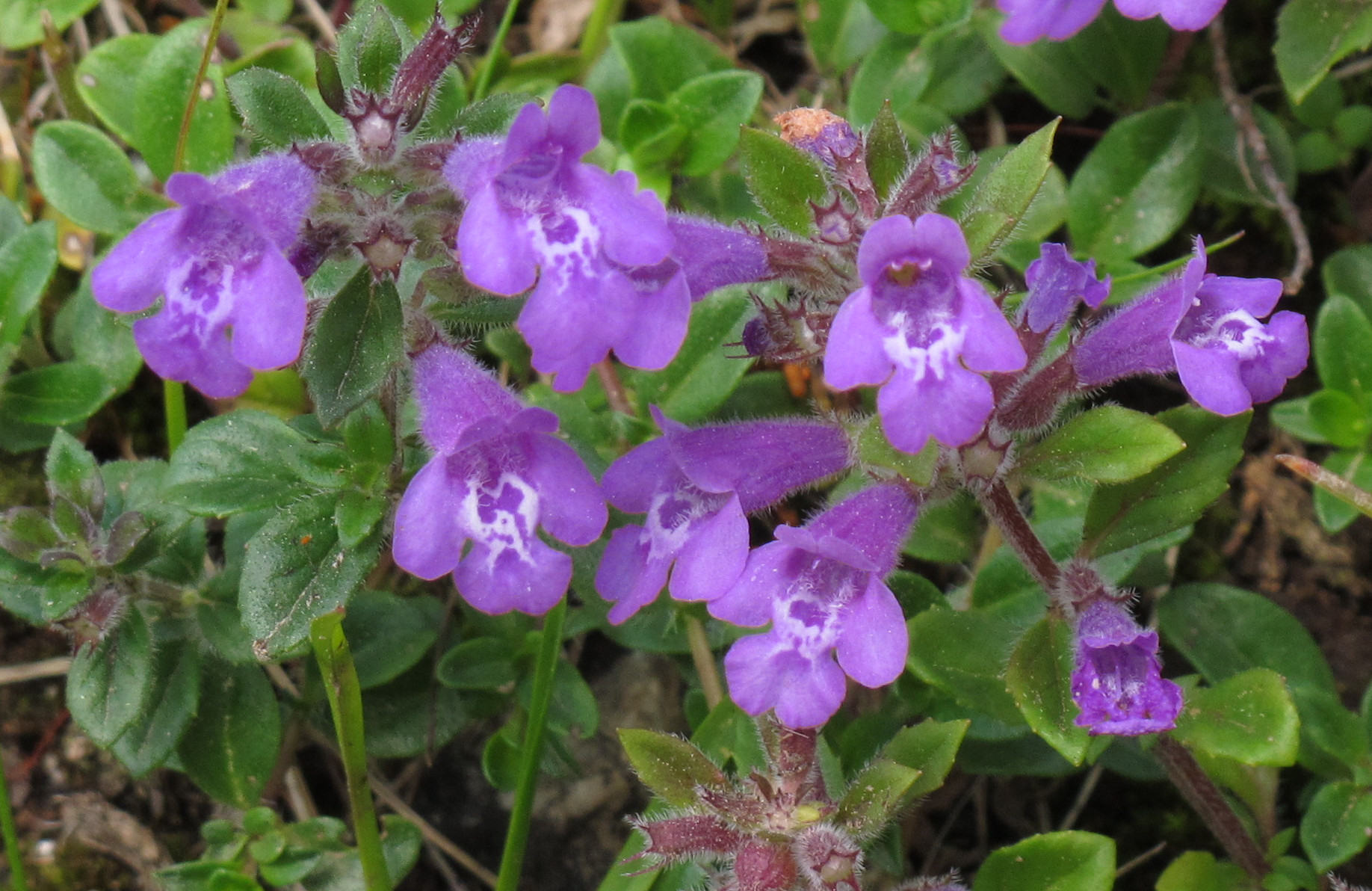
Blütenstand

### Vegetative Merkmale
Der Alpen-Steinquendel wächst als ausdauernde Pflanze krautige Pflanze und erreicht Wuchshöhen von 10 und 25 Zentimetern. Die niederliegenden bis aufsteigenden Sprossachsen können an ihrer Basis verholzen (Halbstrauch).
Die kreuzgegenständigen Laubblätter sind in kurzen Blattstiel und Blattspreite gegliedert. Die einfache Blattspreite ist oval bis elliptisch, ganzrandig oder vorne gezähnt.

### Generative Merkmale
Die Blütezeit reicht von Juni bis September. Je drei bis acht kurz gestielte Blüten stehen in Scheinquirlen in den oberen Blattachseln, mit kürzeren Tragblättern zusammen.
Die zwittrigen Blüten sind zygomorph und fünfzählig mit doppelter Blütenhülle. Die fünf bräunlichen Kelchblätter sind zu einer Kelchröhre verwachsen, die in der Mitte verengt ist und deutlich zweilippig endet. Die drei oberen Kelchzähne sind deutlich kürzer als die zwei unteren und neigen sich nach der Anthese nicht zusammen und verschließen den Kelch nicht (Unterschied zu Acinos arvensis). Die fünf Kronblätter sind zu einer 10 bis 20 Millimeter langen Kronröhre verwachsen. Die rotviolette, lebhaft violette, selten rosafarbene oder weiße, zweilippige Blütenkrone besitzt weiße Flecken auf der dreilappigen Unterlippe.

### Inhaltsstoffe und Chromosomensatz
Die ganze Pflanze duftet aromatisch pfefferminzähnlich und enthält dieselben wirksamen Inhaltsstoffe (hauptsächlich ätherische Öle) wie das verwandte Bohnenkraut, wenn auch in geringerem Ausmaß.
Die Chromosomenzahl beträgt 2n = 18.

## Ökologie
Die Bestäubung erfolgt durch Bienen, Hummeln und Tagfalter.

## Standorte
Diese kalkliebende Pflanze bevorzugt steinige Rasen, Schutt und Felshänge von der Tallage bis in Höhenlagen von meist 2000 Metern. In der Südschweiz steigt sie bis über 2300 Meter Meereshöhe, am Piz Ftur sogar bis 2550 Meter auf. Acinos alpinus ist eine Charakterart der Ordnung Seslerietalia albicantis.
Die ökologischen Zeigerwerte nach Landolt & al. 2010 sind in der Schweiz: Feuchtezahl F = 2 (mäßig trocken), Lichtzahl L = 4 (hell), Reaktionszahl R = 3 (schwach sauer bis neutral), Temperaturzahl T = 2 (subalpin), Nährstoffzahl N = 2 (nährstoffarm), Kontinentalitätszahl K = 4 (subkontinental).

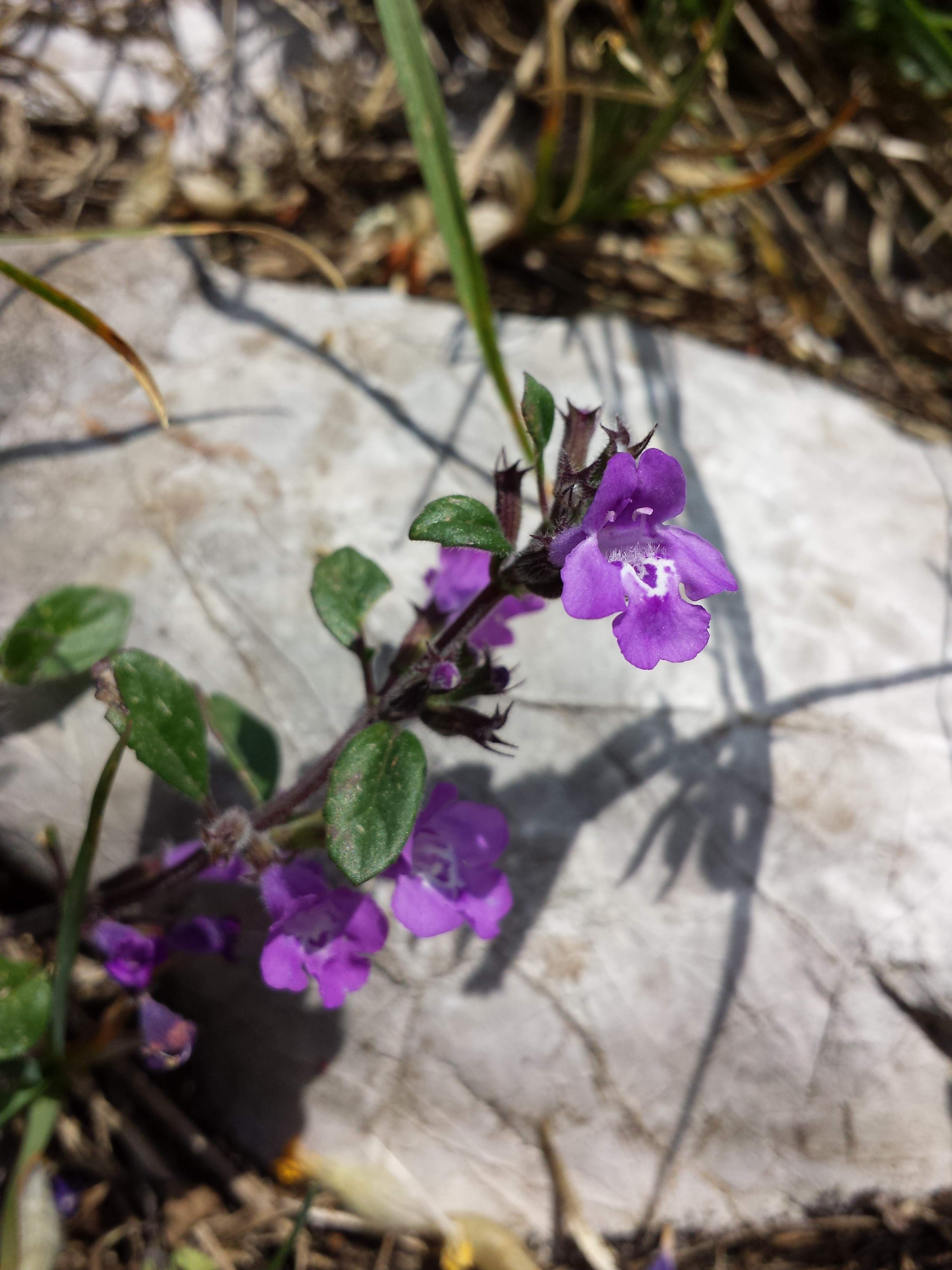
Alpen-Steinquendel (Acinos alpinus)

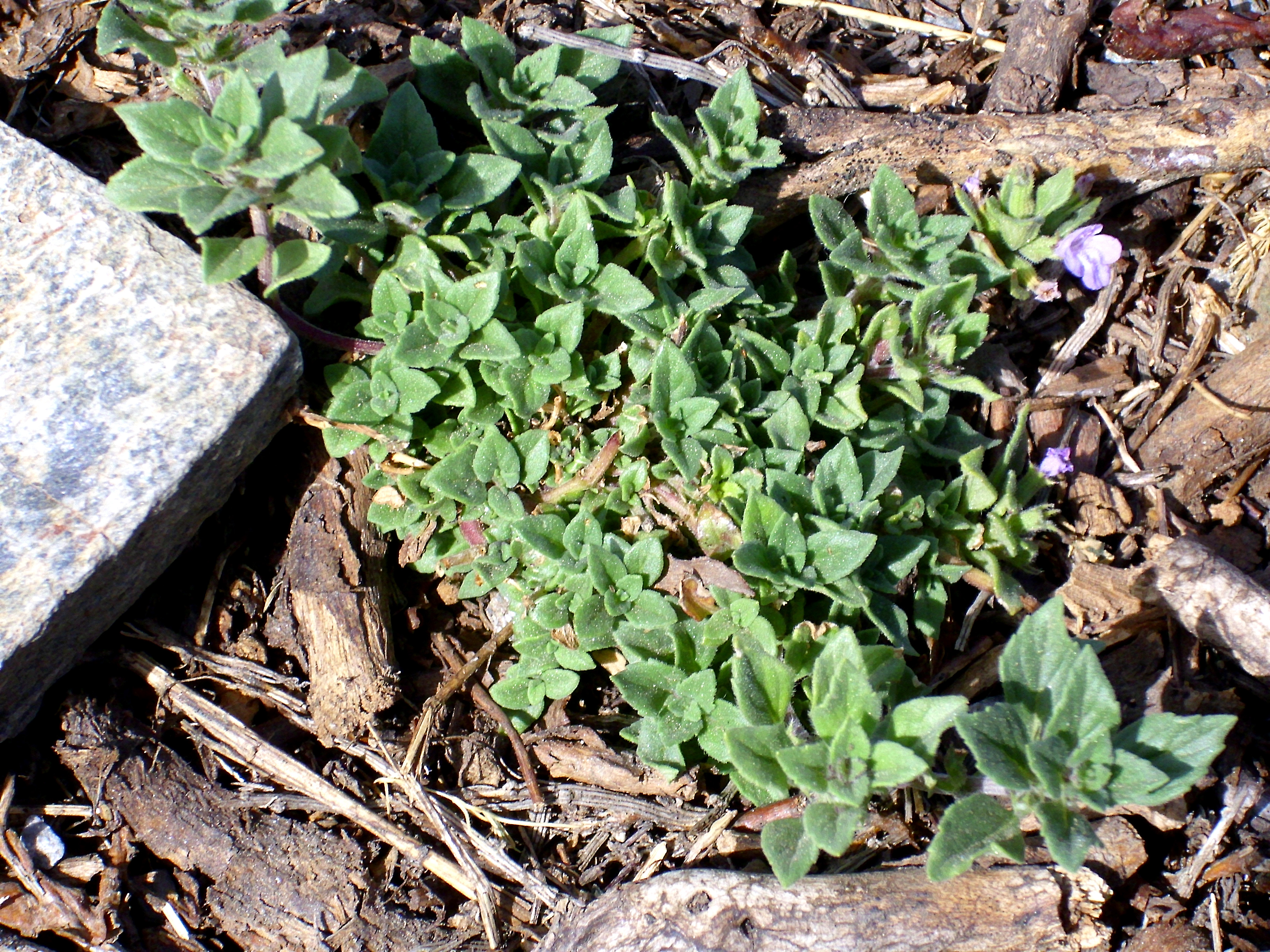
Acinos alpinus subsp. meridionalis im Habitat

## Systematik und Verbreitung
Die Erstveröffentlichung erfolgte 1753 unter dem Namen (Basionym) Thymus alpinus durch Carl von Linné. Die Neukombination zu Acinos alpinus (L.) Moench wurde durch Conrad Moench veröffentlicht. Weitere Synonyme für Acinos alpinus (L.) Moench sind: Clinopodium alpinum (L.) Kuntze, Calamintha alpina (L.) Lam., Melissa alpina (L.) Benth., Satureja alpina (L.) Scheele, Faucibarba alpina (L.) Dulac.
Die Systematik dieser Verwandtschaftsgruppe wird kontrovers diskutiert. Die Arten der Acinos wurden zum Teil früher zur Gattung Calamintha gezählt. Von manchen Autoren werden diese Arten auch zur Gattung Clinopodium L. gestellt
Das Verbreitungsgebiet des Alpen-Steinquendels umfasst die Gebirge Mittel- und Südeuropas sowie Nordafrika bis nach Kleinasien. In Österreich ist sie häufig in allen Bundesländern, fehlt in Wien und Burgenland.
Es wurden von Acinos alpinus einige Subtaxa beschrieben:
- Acinos alpinus var. albanicus (Kümmerle & Jáv.) Šilic (Syn.: Clinopodium alpinum subsp. albanicum (Kümmerle & Jáv.) Govaerts): Sie kommt nur auf der westlichen Balkanhalbinsel vor.[5]
- Acinos alpinus ((L.) Moench var. alpinus (Syn.: Clinopodium alpinum (L.) Kuntze subsp. alpinum)): Sie kommt in Mittel- und in Südosteuropa vor.[5]
- Acinos alpinus subsp. hungaricus (Simonk.) Soják (Syn.: Clinopodium alpinum subsp. hungaricum (Simonk.) Govaerts): Sie kommt von Südosteuropa bis zur Türkei vor.[5]
- Acinos alpinus subsp. majoranifolius (Mill.) P.W.Ball (Syn.: Clinopodium alpinum subsp. majoranifolium (Mill.) Govaerts): Sie kommt nur auf der nordwestlichen Balkanhalbinsel vor.[5]
- Acinos alpinus subsp. meridionalis (Nyman) P.W.Ball (Clinopodium alpinum subsp. meridionale (Nyman) Govaerts): Sie kommt im Mittelmeerraum vor.[5]
- Acinos alpinus var. sardoa (Asch. & Levier) Pignatti (Syn.: Clinopodium alpinum subsp. sardoum (Asch. & Levier) Govaerts): Dieser Endemit kommt nur in Sardinien vor.[5]

## Trivialnamen
Für den Alpen-Steinquendel bestehen bzw. bestanden, zum Teil auch nur regional, auch die weiteren deutschsprachigen Trivialnamen: Wild Basilien, Bergminze (Schweiz), Wild Kirch Isop (Schlesien), Steinpoley und Steinquadel.

## Nutzung
Gelegentlich gebrauchen die Älpler den Alpen-Steinquendel noch zum Würzen von Käse oder in der Volksmedizin als magenstärkendes und nervenstimulierendes Mittel.

## Geschichte
Der Alpen-Steinquendel wurde anscheinend zuerst von Caspar Bauhin als Clinopodium montanum und von Johann Bauhin als Acini pulchra species beschrieben.